# Berdeniella bodoni
Berdeniella bodoni är en tvåvingeart som beskrevs av Salamanna och Raggio 1985. Berdeniella bodoni ingår i släktet Berdeniella och familjen fjärilsmyggor.
Artens utbredningsområde är Italien. Inga underarter finns listade i Catalogue of Life.